# Fernando Lazzaroni
Fernando Lazzaroni (Bovisio Masciago, 23 ottobre 1931 – Desio, 7 agosto 1996) è stato un arbitro di calcio italiano.

## Carriera
Iscritto alla Sezione AIA di Milano, dopo la trafila nei dilettanti inizia a dirigere le gare di Serie C nel 1964.
È promosso alla CAN-B ed esordisce in Serie B dirigendo a Potenza la partita Potenza-Reggina (2-2) il 23 giugno 1968. 
In dieci anni arbitra 81 partite di Serie B.
La sua prima partita nel massimo campionato italiano fu la partita Cagliari-Roma 0-1 del 4 aprile 1971.
Nell'ottobre del 1973 divenne il primo arbitro a sancire un'espulsione nel campionato italiano mediante l'esposizione del cartellino rosso, allontanando in questo modo il veronese Franco Nanni nel corso di Cesena-Verona.

In Serie A dirige per sei stagioni arbitrando 36 incontri. La sua ultima gara arbitrata in Serie A è stata Juventus-Perugia del 2 gennaio 1977 (1-0). 
Diresse la sua ultima la gara a Palermo il 1º maggio 1977, la partita di Serie B Palermo-Sambenedettese (0-0).